# Faran
Faran o Paran (Pharan) és un desert al sud de Palestina entre aquesta regió i Egipte. El seu nom derivaria del Wadi Feiran un riu de la regió al nord-oest del Sinaí, prop de la costa del golf de Suez. Hi ha una església del segle v que fou la seu d'arquebisbes després del 400. Al-Idrisi esmenta una ciutat que es deia Feiran el 1150 i Al-Makrizi l'esmenta el 1400.